# Medoveyevka
Medoveyevka (del ruso: Медовеевка) es un seló del distrito de Ádler de la unidad municipal de la ciudad-balneario de Sochi, en el krai de Krasnodar de Rusia, en el sur del país (Cáucaso oeste).
Está situado a orillas del Medoveyevka, afluente del Chvizhepse, que lo es del Mzymta, entre los montes Sapun (1 373 m) y Nukerdu (1 095 m). Tenía 118 habitantes en 2010.
Pertenece al municipio Krasnopolianski.